# ناحیه القاله
ناحیه القاله (به عربی: دائرة القالة) یک ناحیه در الجزایر است که در استان الطارف واقع شده‌است.

## خصوصیات
ناحیه القاله ۴۰٬۵۵۶ نفر جمعیت دارد.